# Rhododrilus intermedius
Rhododrilus intermedius är en ringmaskart som beskrevs av Lee 1952. Rhododrilus intermedius ingår i släktet Rhododrilus och familjen Acanthodrilidae. Inga underarter finns listade i Catalogue of Life.